# Couvent des bénédictines du Calvaire d'Angers
Le couvent de calvairiennes d'Angers ou couvent des bénédictines du Calvaire est un couvent en activité situé à Angers, dans le département de Maine-et-Loire, France.

## Localisation
Le couvent est situé rue Vauvert dans La Doutre, un quartier du centre-ville d'Angers sur la rive droite de la Maine.

## Historique
Le couvent est érigé à l'emplacement d'une ancienne chapelle et d'un ancien manoir. La construction commence par l'église, dont la première pierre est posée le 25 avril 1620 par le prince de Guéméné Pierre de Rohan et son épouse Antoinette .
Durant la Révolution et jusqu'en 1820, il est transformé en prison et en habitations, et son église devient église paroissiale. IL est ensuite racheté par la congrégation, qui la conserve jusqu'à aujourd'hui.
Il est inscrit au titre des monuments historiques en 1964.